# Brasil en los Juegos Olímpicos de Melbourne 1956
Brasil estuvo representado en los Juegos Olímpicos de Melbourne 1956 por un total de 47 deportistas, 46 hombres y una mujer, que compitieron en 12 deportes.
El portador de la bandera en la ceremonia de apertura fue el atleta Adhemar da Silva.

## Medallistas
El equipo olímpico brasileño obtuvo la siguiente medalla:
| Nombre                    | Deporte   | Competición    |
| ------------------------- | --------- | -------------- |
| Oro                       |           |                |
| Adhemar Ferreira da Silva | Atletismo | Triple salto M |
| Plata                     |           |                |
| —                         |           |                |
| Bronce                    |           |                |
| —                         |           |                |